# Desiree Becker
Desiree Becker (* 27. Januar 1994 in St. Wendel, Saarland) ist eine deutsche Politikerin (Die Linke) und Gewerkschafterin. Sie ist seit 2024 Landesvorsitzende von Die Linke Hessen und seit 2025 Mitglied des 21. Deutschen Bundestages.

## Leben und Ausbildung
Becker studierte Mathematik und Politikwissenschaft auf Lehramt für Gymnasien an der Justus-Liebig-Universität Gießen und schloss 2021 mit dem ersten Staatsexamen ab. Anschließend arbeitete sie als Jugendbildungsreferentin beim Deutschen Gewerkschaftsbund in Hessen-Thüringen. Seit 2023 ist sie als Jugendbildungsreferentin und Gewerkschaftssekretärin im Bereich Jugend Mittelhessen für die Gewerkschaft ver.di tätig.
Becker lebt seit 2014 in Gießen.

## Politische Karriere

### Partei
Becker trat 2018 der Partei Die Linke bei. Sie war 2020 bis 2025 Mitglied des Kreisvorstands und 2021 bis 2025 Kreisvorsitzende der Linken in Gießen. Auf Bundesebene ist Becker seit 2022 Mitglied des Bundesausschusses der Linken. Seit 2024 bekleidet Becker gemeinsam mit Jakob Migenda den Vorsitz von Die Linke in Hessen.

### Abgeordnete und Wahlen
Becker wurde 2021 als Abgeordnete in den Kreistag Gießen gewählt, wo sie als stellvertretende Fraktionsvorsitzende fungiert. Bei der hessischen Landtagswahl 2023 trat Becker als Direktkandidatin in Gießen an. Für die Europawahl 2024 wurde sie auf Listenplatz 7 der Europaliste der Linken nominiert. Sie wurde für die vorgezogene Bundestagswahl 2025 als Direktkandidatin im Wahlkreis 172 (Gießen) nominiert, wo sie 7,0 Prozent der Erststimmen erreichte, und schließlich über den Listenplatz 4 der hessischen Landesliste der Linken in den 21. Deutschen Bundestag einzog. Beckers Kandidatur wurde durch Brand New Bundestag unterstützt.
Im 21. Deutschen Bundestag ist sie ordentliches Mitglied im Verteidigungsausschuss sowie stellvertretendes Mitglied im Ausschuss für Arbeit und Soziales und im Ausschuss für Forschung, Technologie, Raumfahrt und Technikfolgenabschätzung. Für die Fraktion Die Linke im Bundestag ist sie Sprecherin für Friedens- und Abrüstungspolitik sowie Sprecherin für Raumfahrt. Als Leiterin des Arbeitskreises für Internationales, Menschenrechte und Frieden ihrer Fraktion ist sie außerdem stellvertretende Fraktionsvorsitzende.